# The All-American Rejects (musikalbum)
The All-American Rejects självbetitlade debutalbum släpptes den 15 oktober 2002.

## Låtlista
1. "My Paper Heart" – 3:49
2. "Your Star" – 4:21
3. "Swing, Swing" – 3:53
4. "Time Stands Still" – 3:31
5. "One More Sad Song" – 3:03
6. "Why Worry" – 4:17
7. "Don't Leave Me" – 3:28
8. "Too Far Gone" – 4:05
9. "Drive Away" – 3:00
10. "Happy Endings" – 4:25
11. "The Last Song" – 5:02
12. "The Cigarette Song" (bonusspår i Storbritannien) - 3:36

### Albumsamling 2003
1. My Paper Heart
2. Swing, Swing
3. Time Stands Still
4. The Last Song

## Medverkande
- The All-American Rejects - arrangör, art direction
- Laura Echler - A&R-assistans
- Michael Goldstone - A&R
- Dirk Hemsath - A&R
- Emily Lazar - mastering
- Tim O'Heir - producer, engineer, mixing
- Tyson Ritter - all sång, bas, slagverk
- Nick Wheeler - gitarrer, programmering
- Mike Kennerty - gitarr
- Chris Gaylor - trummor, slagverk

## Listplaceringar
Album - Billboard (Nordamerika)
| Årtal | Lista                  | Topplacering |
| ----- | ---------------------- | ------------ |
| 2002  | Top Independent Albums | 9            |
| 2003  | Top Heatseekers        | 8            |
| 2003  | Top Heatseekers        | 19           |
| 2003  | Billboard 200          | 25           |
| 2003  | Top Independent Albums | 13           |

Singlar - Billboard (Nordamerika)
| Årtal | Singel          | Lista              | Topplacering |
| ----- | --------------- | ------------------ | ------------ |
| 2002  | "Swing, Swing"  | Modern Rock Tracks | 26           |
| 2003  | "Swing, Swing"  | Modern Rock Tracks | 8            |
| 2003  | "Swing, Swing"  | Billboard Hot 100  | 60           |
| 2003  | "Swing, Swing"  | Top 40 Mainstream  | 17           |
| 2003  | "Swing, Swing"  | Top 40 Tracks      | 30           |
| 2003  | "Swing, Swing"  | Top 40 Tracks      | 33           |
| 2003  | "The Last Song" | Modern Rock Tracks | 29           |